# Dudd
Dudd – średniowieczny biskup Winchesteru.
Sprawowanie przez biskupa Dudda kontroli nad diecezją Winchester datowane jest nieprecyzyjnie – przypada między 781 a 785. Podobnie datowana jest jego śmierć.
Kolejnym biskupem Winchester został Cyneberht.